# Brădet, Covasna
Brădet este un sat ce aparține orașului Întorsura Buzăului din județul Covasna, Transilvania, România.
 Acest articol despre o localitate din județul Covasna este deocamdată un ciot. Puteți ajuta Wikipedia prin completarea lui.